# Stazione di Parigi Est
La stazione di Parigi Est (in francese: gare de l'Est) è una delle principali stazioni ferroviarie di Parigi. Questa stazione è una delle sei più grandi stazioni parigine, capilinea di uno dei rami della rete SNCF. È situata nel X arrondissement ed è vicina alla Gare du Nord. La stazione, la più antica e la più ampia di Parigi, si affaccia sull'asse nord-sud costruito dal barone Haussmann e, più precisamente, il boulevard de Strasbourg.
Con circa ben 34 milioni di passeggeri all'anno, la gare de l'Est è la quinta stazione parigina per traffico di passeggeri. La sua attività, che è andata affievolendosi dalla creazione della linea E del RER, è accresciuta nuovamente con l'entrata in servizio del TGV Est.
In cima al frontone ovest dell'edificio, una statua dello scultore Philippe Joseph Henri Lemaire (1798-1880) rappresenta la città di Strasburgo, mentre il frontone est è ornato di una statua raffigurante Verdun, opera dello scultore Varenne.
È stata effettuata un'importante ristrutturazione della gare de l'Est in vista dell'entrata in servizio del TGV Est.

## Storia

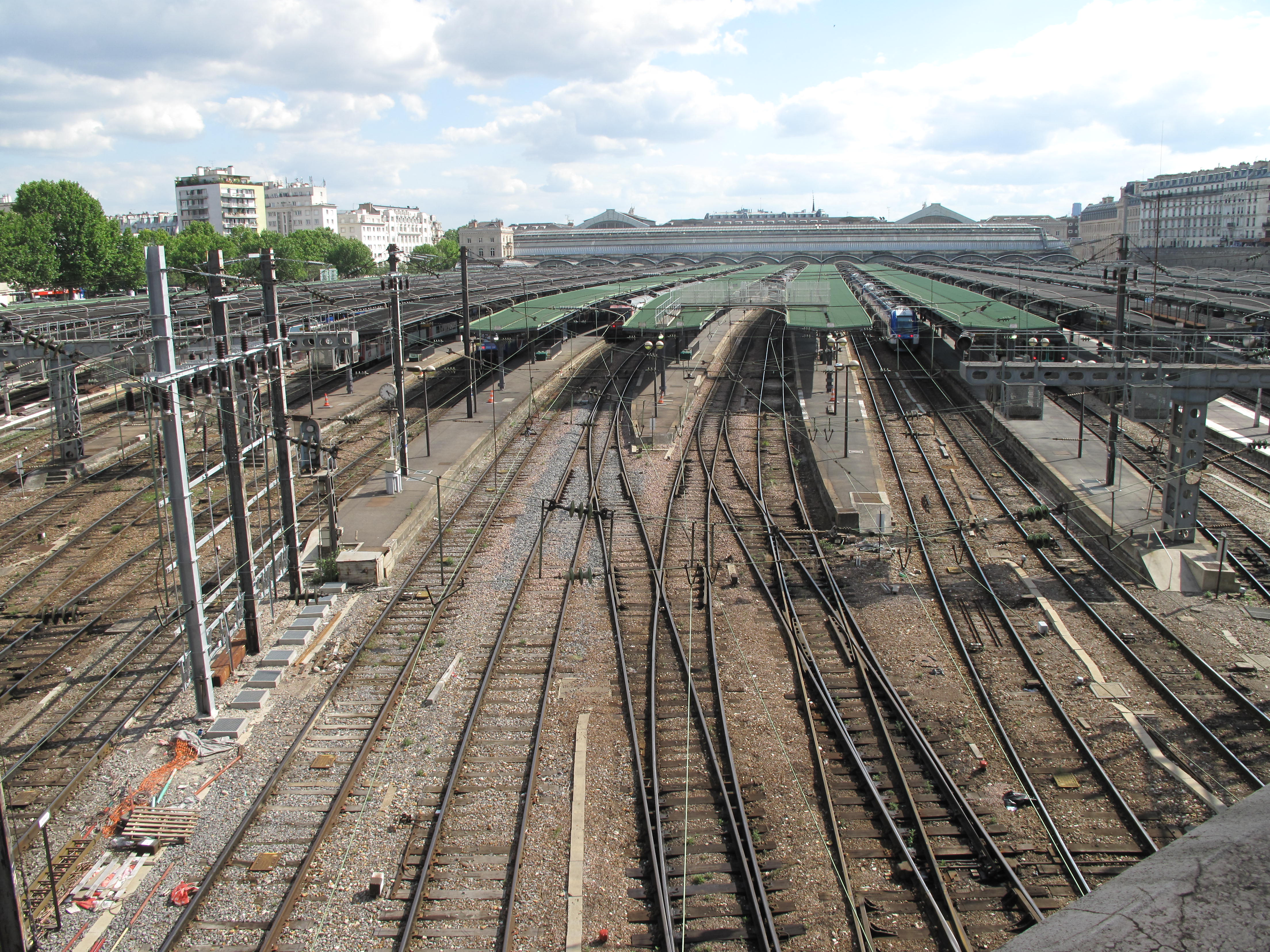
I binari visti da Rue Lafayette

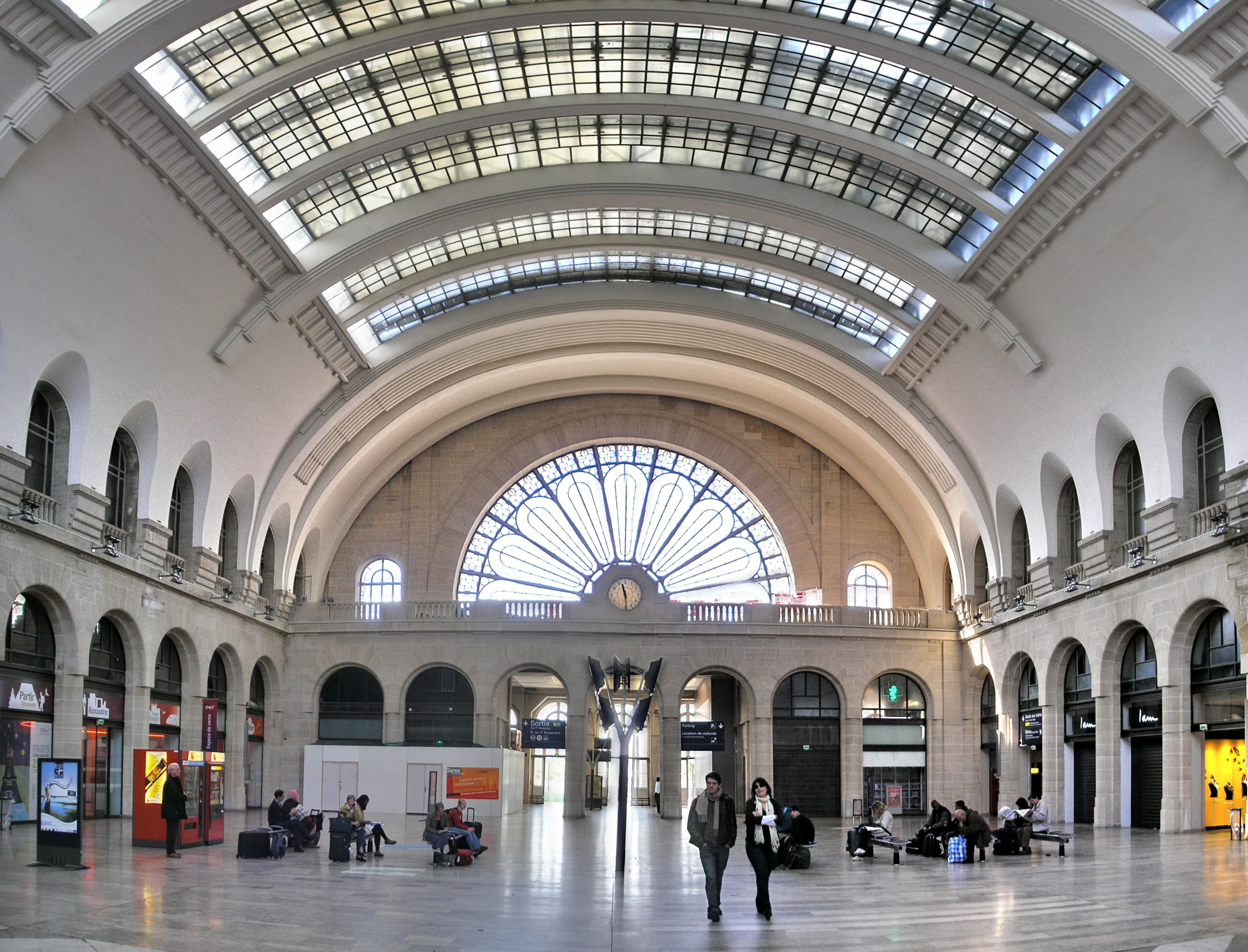
Salone d'ingresso

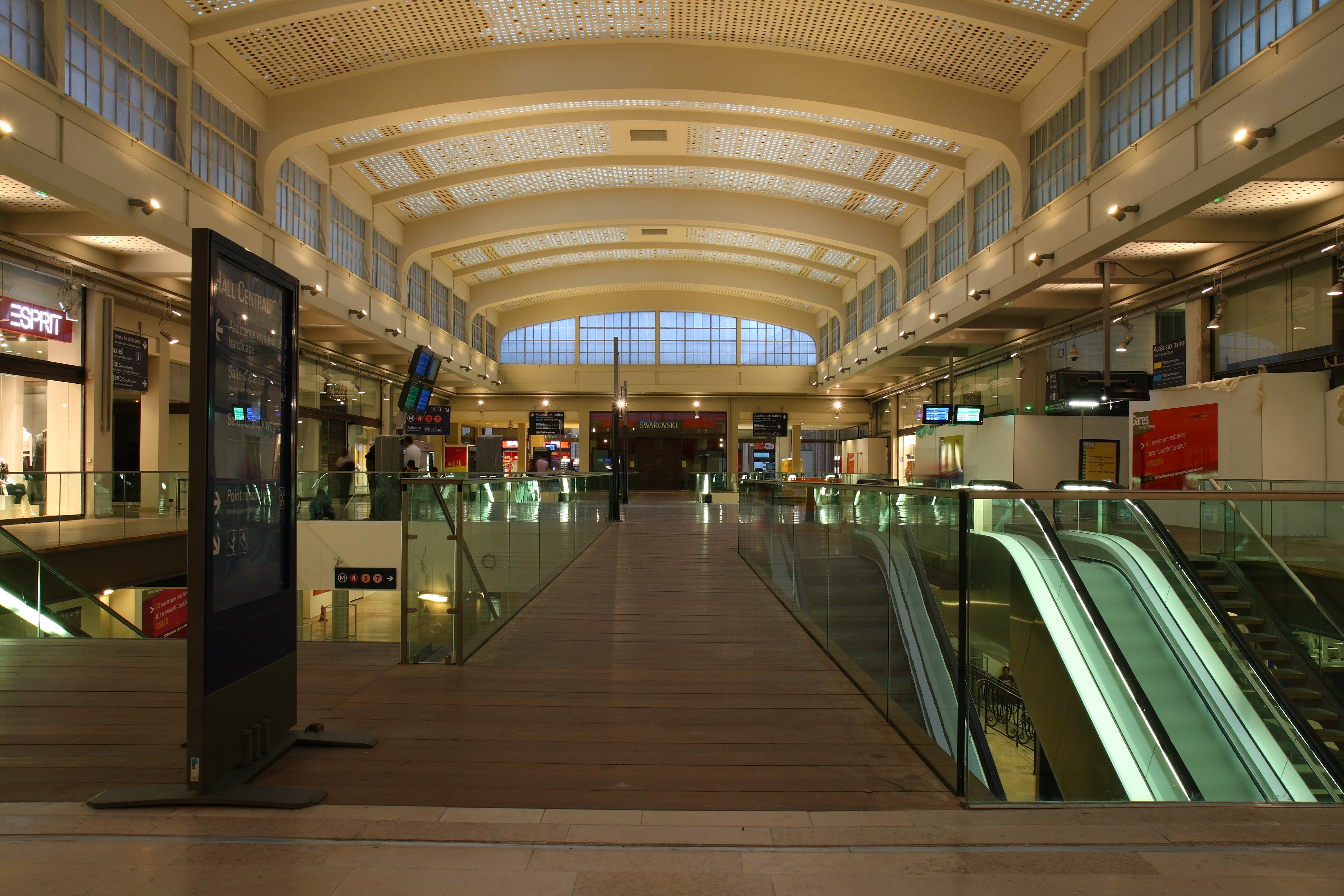
Galleria di corrispondenza con la metropolitana

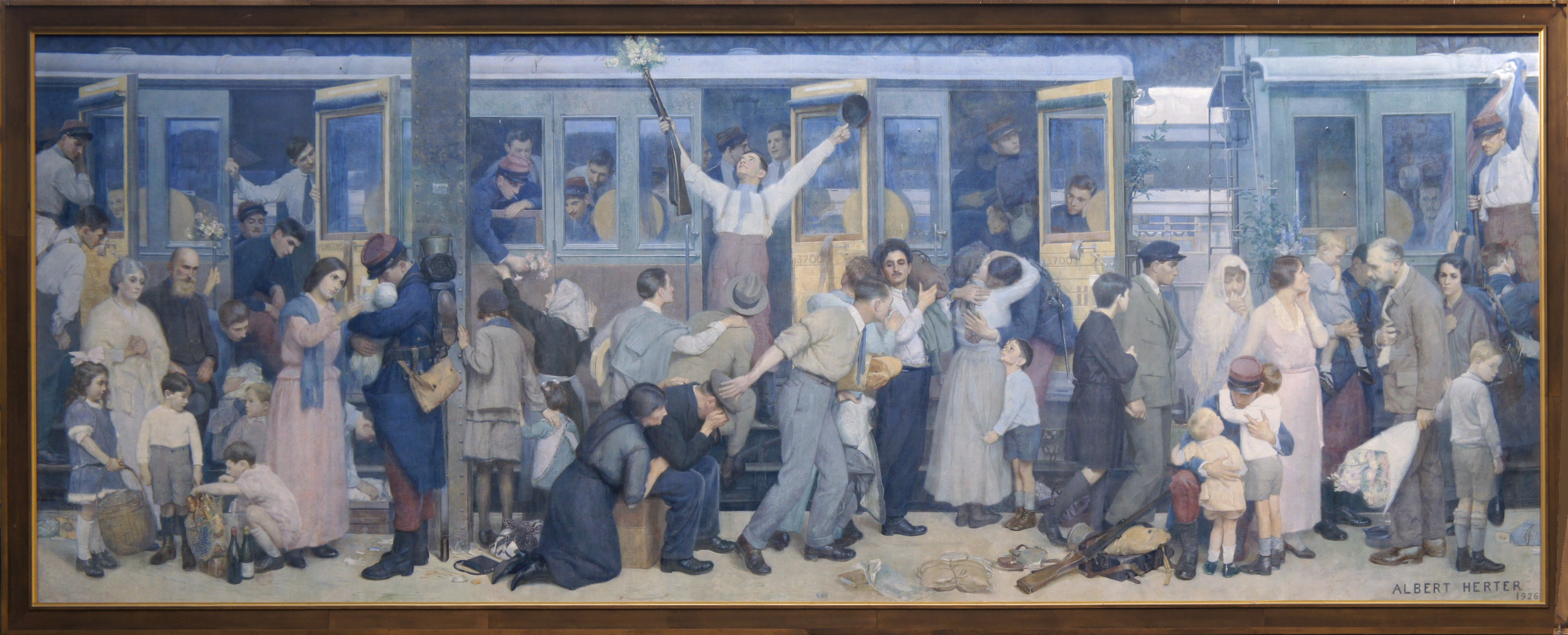
Albert Herter, Le Départ des poilus, août 1914 (1918)

La Gare de l'Est fu aperta nel 1849 dalla Compagnie du chemin de fer de Paris à Strasbourg con il nome di Embarcadère de Strasbourg. Comprendeva all'epoca due binari che penetravano sotto una grande hall. Questa parte, la più antica, corrisponde all'attuale hall delle Grandes lignes (metà ovest della stazione). Il progetto architettonico spetta a François-Alexandre Duquesney e all'ingegnere Pierre Cabanel de Sermet. I lavori cominciarono nel 1847, e Napoleone III l'inaugurò nel 1850. Acquisì il nome Gare de l'Est nel 1854, dopo un'estensione della stazione dovuta all'entrata in servizio della linea ferroviaria verso Mulhouse. Il numero di binari si accrebbe e, per tutto il tratto fra la stazione e il bivio di Noisy-le-Sec, punto dove si separano le linee per Strasburgo e Mulhouse, i binari diventarono due.
Importanti trasformazioni della stazione hanno avuto luogo nel 1885, poi nel 1900. Nel 1924 e nel 1931 fu ulteriormente ingrandita, seguendo il progetto dell'ingegnere Bertaud. Prese da allora la sua fisionomia attuale. La nuova parte, situata a est, era perfettamente simmetrica alla parte ovest. La stazione ha da allora trenta binari; questa estensione provocò un profondo mutamento del quartiere. È dalla Gare de l'Est che il 4 ottobre 1883 partì il primo Orient Express a destinazione di Costantinopoli.
Sin da allora, questa stazione, capolinea strategico dei collegamenti con l'est, fu presa d'assalto quando erano masse enormi di passeggeri a dover partire: si pensi in particolare ai treni che partirono nel 1914 verso il fronte.
Nella hall Grandes lignes, un'opera d'arte monumentale del 1926 del pittore Albert Herter illustra la partenza dei soldati per il fronte. Quest'opera di grande dimensioni, 5 m di altezza e 12 m di larghezza, ha conosciuto numerose vicissitudini prima di essere definitivamente affissa nella hall delle Grandes Lignes. Nel marzo 2006 è stata nuovamente tolta per effettuare il restauro dell'opera alla Cité du train di Mulhouse.
Imponenti lavori di ammodernamento sono avvenuti dal 2006 in vista della messa in servizio del TGV Est. Biglietterie, accessi, negozi e strutture varie sono stati ripensati per meglio funzionare. Con l'arrivo del TGV, si è previsto un netto aumento della frequentazione della gare de l'Est.
Il 10 giugno 2007 ha iniziato il servizio commerciale il TGV Est. La linea TGV Est ha permesso di ridurre notevolmente i tempi di percorrenza fra Parigi e l'est della Francia. Sulla TGV Est circolano non solo i TGV, ma anche gli ICE. Sono collegati con l'alta velocità anche i paesi limitrofi: Lussemburgo, Germania e Svizzera. La velocità commerciale è di 320 km/h anche se si sta studiando la possibilità di innalzarla a 350 km/h. Il 3 aprile 2007, sulla TGV Est è stato battuto il record del mondo di velocità su rotaia raggiungendo i 574,8 km/h, circa 160 m/s.

## Principali collegamenti ferroviari

### TGV/ICE (lista non esaustiva)

#### Nazionali
- Reims (8 AR in 0h45)
- Nancy (10 AR in 1h30)
- Metz (10 AR in 1h25)
- Thionville (5 AR in 1h45)
- Strasburgo (16 AR in 2h20)
- Champagne-Ardenne TGV (2 AR in 0h40)
- Meuse TGV (2 AR in 1h00)
- Lorraine TGV (1 AR in 1h15)

#### Internazionali
- Lussemburgo (6 AR in 2h05)
- Francoforte (5 AR in 3h50)
- Monaco di Baviera
- Stoccarda

### Linee "classiche"
- Corail Intercités: collegamenti nazionali a medio-corto raggio
- treni verso l'Europa centrale (fra cui, anche, l'Orient Express)

### Treni regionali
- TER verso la Champagne-Ardenne e la Piccardia.

## Interscambi
- fermata autobus
- Fermata metropolitana (Gare de l'Est, linee 4, 5 e 7)
- Bus RATP
- Noctilien